# 伊達憲太郎
伊達 憲太郎（だて けんたろう、1959年〈昭和34年〉1月19日 - ）は、日本の政治家。鳥取県境港市長（2期目）。

## 来歴
鳥取県境港市竹内町生まれ。1977年（昭和52年）3月、鳥取県立米子東高等学校卒業。1981年（昭和56年）3月、大阪市立大学経済学部卒業。同年4月、境港市職員に採用される。市民生活部長、産業部長、福祉保健部長、総務部長等を歴任する。
2019年（平成31年）3月、境港市役所を退職。同年9月18日、任期満了に伴う境港市長選挙に立候補する意向を表明した。
2020年（令和2年）7月12日に行われた境港市長選挙に、自由民主党鳥取県連は伊達と元境港市議会議員の佐名木知信の両名に推薦を出し、16年ぶりの保守分裂選挙となった。投開票の結果、佐名木を破り初当選した
。7月25日、市長就任。
※当日有権者数：28,158人 最終投票率：62.29%（前回比：＋10.34pts）
| 候補者名   | 年齢 | 所属党派 | 新旧別 | 得票数   | 得票率 | 推薦・支持         |
| ---------- | ---- | -------- | ------ | -------- | ------ | ------------------ |
| 伊達憲太郎 | 61   | 無所属   | 新     | 10,666票 | 61.36% | （推薦）自由民主党 |
| 佐名木知信 | 57   | 無所属   | 新     | 6,718票  | 38.64% | （推薦）自由民主党 |

2024年（令和6年）7月7日執行の境港市長選挙では、他の立候補者がいなかったため、無投票で再選した。

## 人物

### 旧統一教会との関係
2022年8月定例記者会見で世界平和統一家庭連合（旧統一教会）との関わりについて伊達は「一切関わりはない。会合の出席も、何にもない。もちろん選挙の時の資金についての支援も、一切ない。」と述べている。

### 資産公開
境港市は2021年1月4日、市長の資産公開条例に基づき、伊達の資産を公開。公開基準日は任期開始の2020年7月25日。伊達は「自宅の敷地や家屋、自動車、預貯金以外の資産は保有していない」とコメントした。
報告書によると、土地は2469・29平方メートル（固定資産税の課税標準額合計228万3738円）、建物は延べ260・29平方メートル（同300万4488円）、預貯金総額は1711万1193円。普通自動車1台である。

## 政策・主張
- 子どもは地域の「宝」である[9]。
- 高齢者が元気で活躍でき、支え合いが続く地域づくりをする[9]。
- 「さかな」、「鬼太郎」、「港」を活かした産業振興をする[9]。
- 大切な「海」を守る環境づくりをする[9]。
- 中海・宍道湖・大山圏域の高規格幹線道路等の早期実現を図る[9]。
- 未来に「ツケ」を回さない行財政運営をする[9]。
- 性的マイノリティーのカップルを結婚に相当する関係と認める「パートナーシップ宣誓制度」を山陰地方の自治体ではいち早く2022年7月から導入した[10]。伊達は6月28日の定例会見で「LGBTの方々への理解を進め、当事者が自分らしく生き生きと暮らし、宣誓しやすいまちにしていきたい」と述べた[11]。境港市の「パートナーシップ宣誓制度」は、宣誓を行なうと、宣誓書受領証と受領カード（パートナーシップ証明書）が交付されるもので、宣誓したカップルは市営住宅に家族として入居できるほか、市内の病院でパートナーが入院や手術する場合、同意の手続きなどが可能になる[11]。市は住民票や所得証明の交付申請など行政手続きで配偶者と同様に対応する[11]。